# (16599) Shorland
(16599) Shorland (1993 BR2) – planetoida z pasa głównego asteroid okrążająca Słońce w ciągu 4,85 lat w średniej odległości 2,86 j.a. Odkryta 20 stycznia 1993 roku.